# Ca n'Illa (la Garriga)
Ca n'Illa és un edifici del municipi de la Garriga (Vallès Oriental) inclòs en l'Inventari del Patrimoni Arquitectònic de Catalunya.

## Descripció
Edifici aïllat i integrat per tres cossos i una torreta. L'edifici s'aixeca davant un gran jardí. Cadascun dels cossos consta de planta baixa i pis. Les cobertes són a dos vessants. En el cos central hi ha una gran balconada que alhora conforma un porxo a la planta baixa. Els portals d'entrada del cos situat més al sud són de pedra i d'arc de mig punt adovellat. A la majoria de les finestres hi trobem detalls de composició gòtica, hi ha un gran nombre de finestres conopials. La torreta és de planta quadrada i està rematada per un mirador.

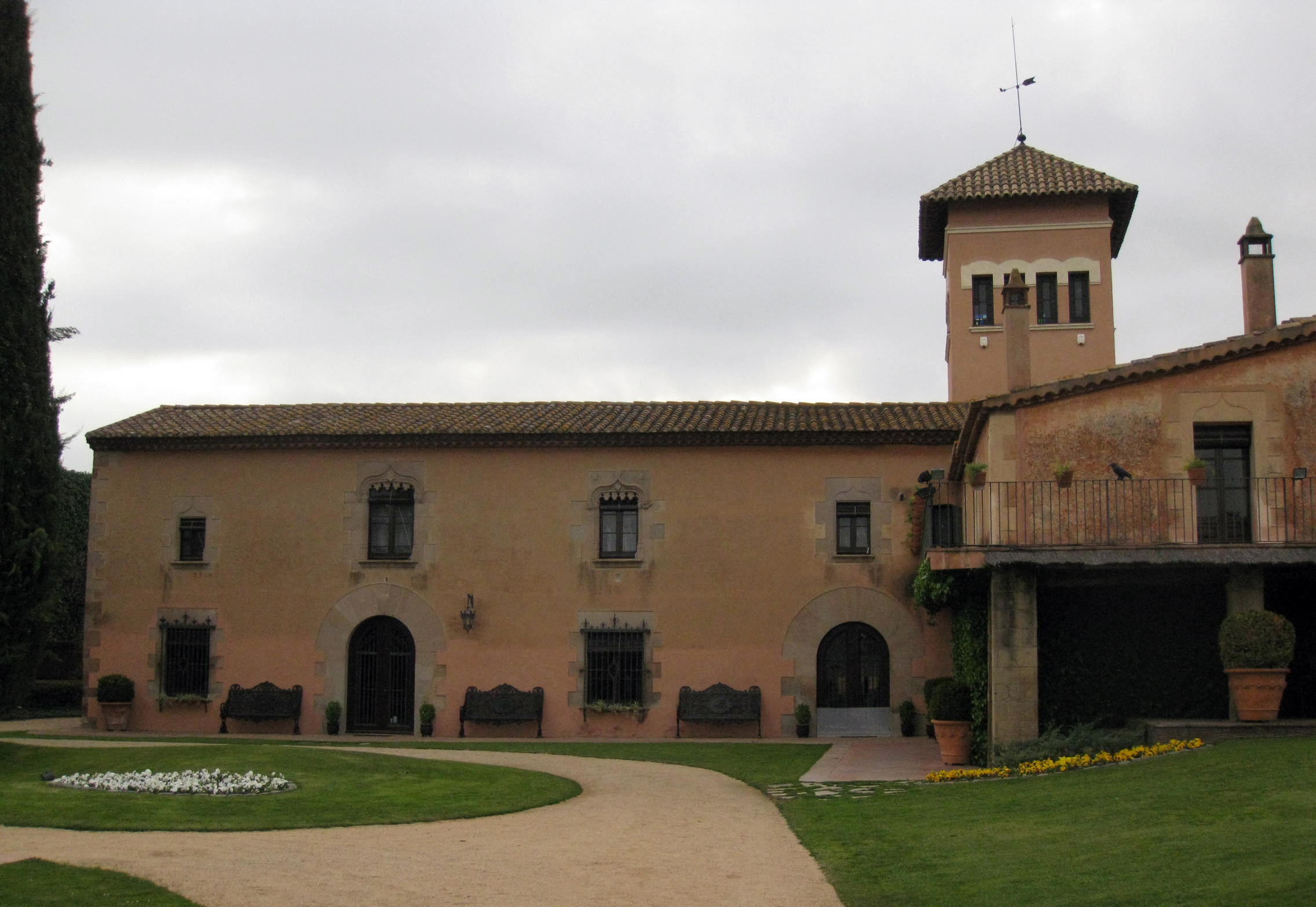
Vista general

## Història
Un dels tres cossos, el de més al nord, actualment ha estat reformat. S'han arrebossat les parets i s'ha variat la forma de les obertures. A la planta baixa d'aquest cos hi ha un local comercial i a la planta pis hi ha oficines.